# Bagnisiella examinans
Bagnisiella examinans är en svampart som först beskrevs av Mont. & Berk., och fick sitt nu gällande namn av Arx & E. Müll. 1975. Bagnisiella examinans ingår i släktet Bagnisiella och familjen Dothioraceae.   Inga underarter finns listade i Catalogue of Life.